# Venceslas III d'Opava
Pour les articles homonymes, voir Venceslas III.
Venceslas III d'Opava (tchèque Václav III. Opavský;  né vers  1445; † 2 février 1474 à Steinau) . Il fut un membre de la lignée d'Opava de la dynastie des Přemyslides. Il fut en 1452 duc titulaire d'Opava puis d'Opava à Ścinawa (en allemand :  in Steinau an der Oder).

## Biographie
Venceslas III est le second fils du duc Guillaume et de son épouse Salomé († 1489), une fille du noble tchèque Puta III de Častolowitz.
À la mort de son père en 1452 la tutelle et la régence de ses jeunes enfants est confié à son frère Ernest d'Opava. Venceslas III et ses  frères Frédéric et Przemko III héritent des deux tiers du duché de Opava, la succession du Duché de Münsterberg leur échappe dans la mesure où leur père avait cédé ses droits en 1451 à son frère Ernest contre ses propres droits sur 1/3 du duché d'Opava. Vers 1454 Ernst vend dans le contexte de sa tutelle les 2/3 du duché d'Opava, propriété de ses neveux au duc Bolko V, alors que le dernier 1/3 du démembré du duché d'Opava reste entre les mains de leur cousin germain Jean III d'Opava-Głubczyce (en allemand Troppau-Leobschütz).
Le duc Venceslas III avait un revenu insuffisant pour assurer son train de vie et celui de sa mère. Pour des raisons inconnues il est ensuite en possession de Ścinawa (en allemand : Steinau) avec sa mère au tournant de la décennie 1470. Dans un document en date du 14 novembre 1468 il est nommé « duc d'Opava in Steinau an der Oder ». Le 12 aout 1473 à Wohlau un diplôme du duc Conrad X le Blanc le désigne comme « Wenczlaw Herczog von Troppaw ». Cette charte confirme que Venceslas avait cédé ses droits sur Opava à sa mère Salomé et à ses sœurs Anna et Catherine .

## Mort et succession
Venceslas et sa mère mènent une existence obscure à  Steinau, où il meurt en 1474 célibataire et sans héritier. 
La même année Steinau est intégré dans le duché de Sagan dont le duc  
Jean II de Żagań avait épousé Catherine la sœur de Venceslas III. En fait Conrad X le Blanc ne reprend possession de Steinau qu'en 1489 après la mort de  Salomé pour laquelle il semble qu'il constituait un douaire qui passe à sa fille Catherine 1492.

## Source de la traduction
- (de) Cet article est partiellement ou en totalité issu de l’article de Wikipédia en allemand intitulé « Wenzel III. (Troppau) » (voir la liste des auteurs).